# Fakultní Thomayerova nemocnice
Fakultní Thomayerova nemocnice (v letech 2012–2020 pouze Thomayerova nemocnice, neoficiálně též Krčská nemocnice či Nemocnice Krč, dříve původním názvem Masarykovy domovy) je velké fakultní zdravotnické zařízení, které se nachází v Praze 4-Krči na okraji Kunratického lesa na břehu Kunratického potoka při bývalé Budějovické, nyní Vídeňské silnici. Ročně hospitalizuje 50 000 pacientů, disponuje přibližně 1 600 lůžky s přibližně stejným počtem zaměstnanců, z toho asi 1 100 zdravotnických pracovníků. Název nese po zakladateli české lékařské vědy prof. Josefu Thomayerovi. Funkcionalistická budova byla postavena v roce 1928.

## Masarykovy domovy (před druhou světovou válkou)

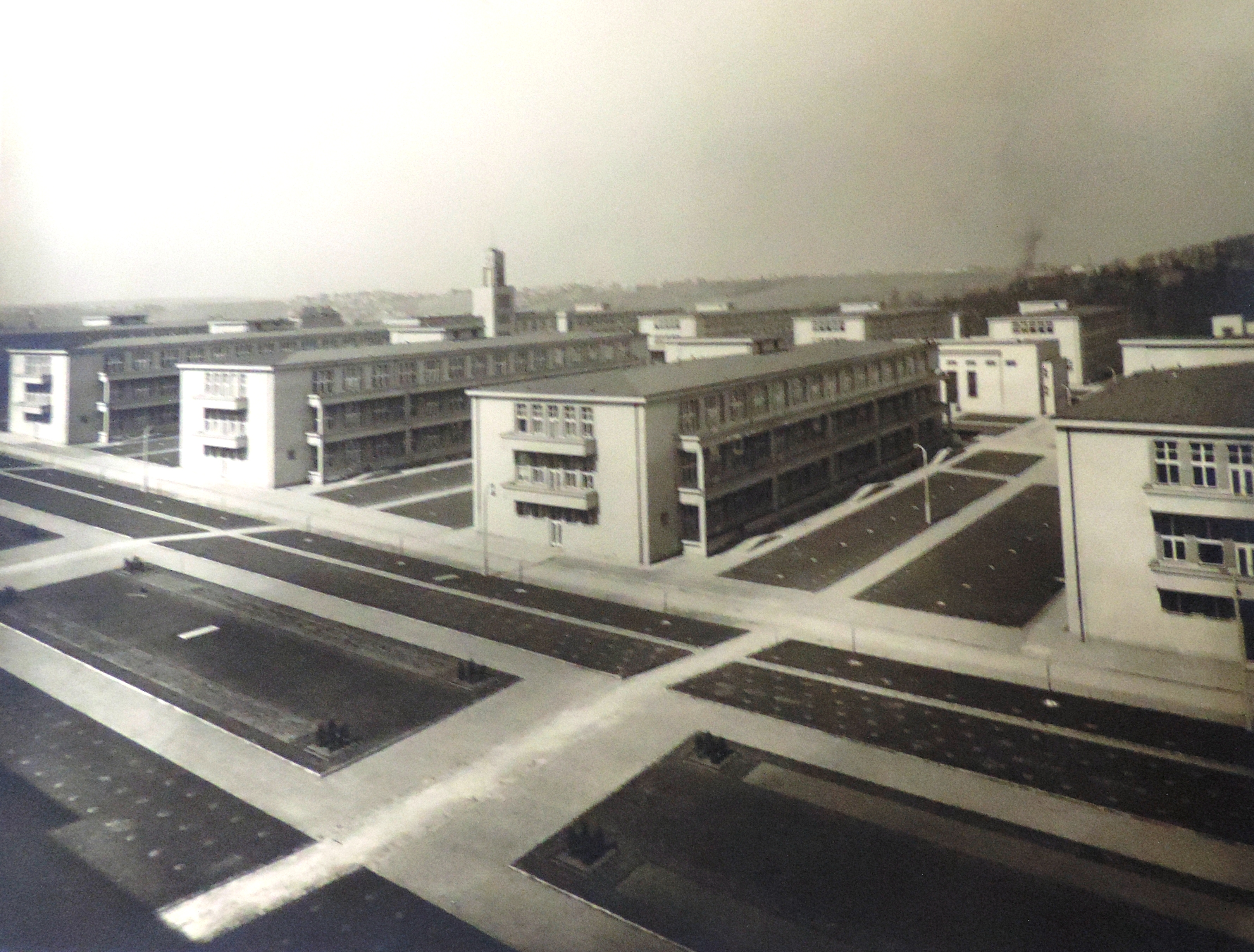
Historická fotografie Masarykových domovů, předchůdce dnešní nemocnice

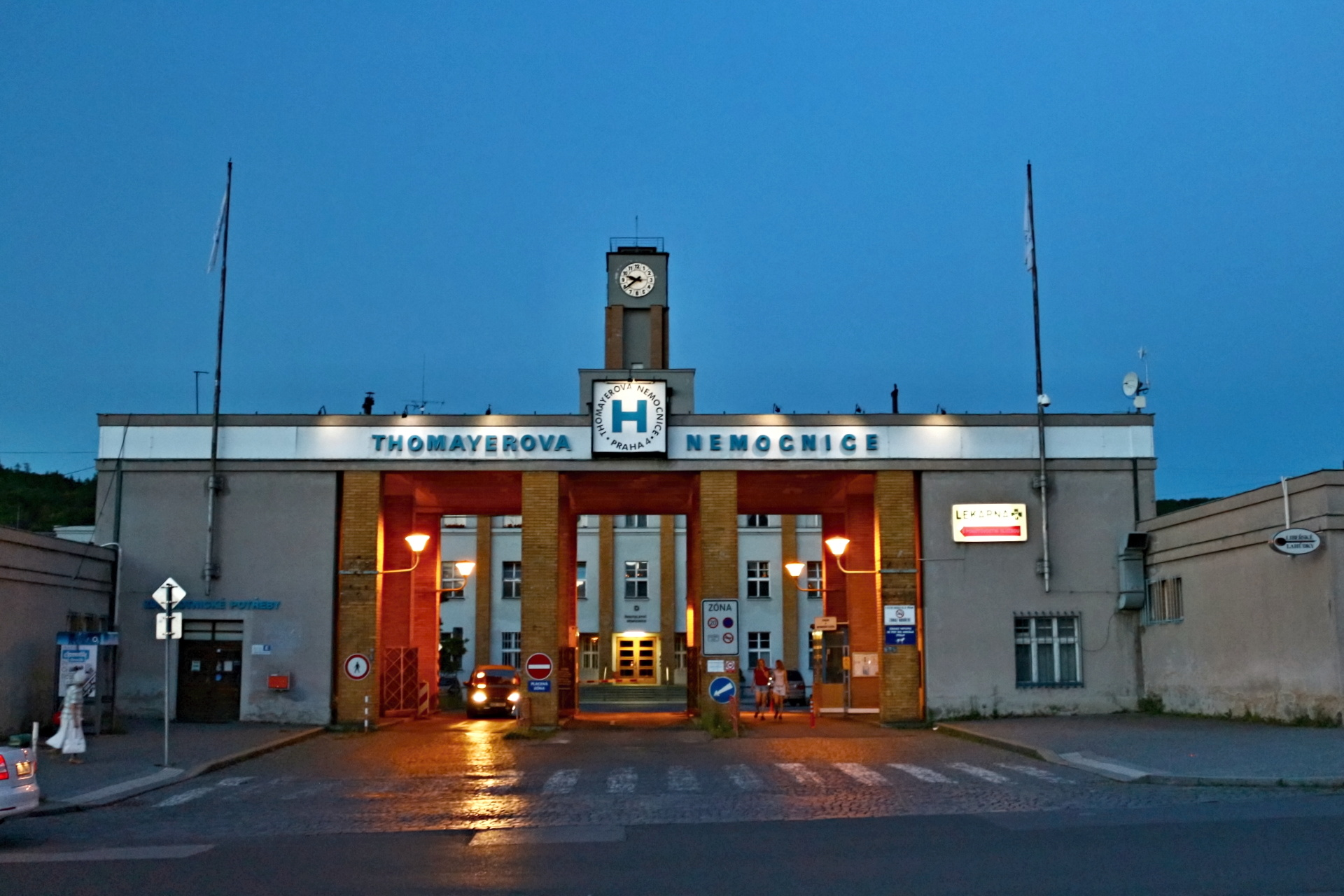
Hlavní vstup do areálu Thomayerovy nemocnice

Zařízení vzniklo za první československé republiky jako ústav sociální péče hlavního města Prahy. Stavba byla provedena v letech 1926 až 1928 v bývalé Horní Krči na parcele o výměře 33 hektarů podle funkcionalistického návrhu architekta Bohumíra Kozáka v celkovém nákladu 123 milionů korun československých. Ve své době se jednalo o jedno z nejmodernějších zařízení tohoto typu v Evropě. Zařízení bylo slavnostně uvedeno do provozu 28. října 1928 k 10. výročí vzniku Československé republiky a bylo pojmenováno po prezidentu Tomáši Garrigue Masarykovi, jenž přispěl na výstavbu areálu a osobně jej navštívil, Masarykovy domovy. Celková kapacita zařízení byla 3260 lůžek.

### Skladba sociálních zařízení
- 6 starobinců po 200 lůžkách
- 1 ústav pro 100 seniorských manželských dvojic
- 4 chorobince s 800 lůžky
- 3 dětské ústavy (dětský chorobinec)
- 2 dětské ozdravovny (ozdravovna pro děti do 6 let a zotavovna pro děti ze sociálně slabých vrstev)

### Doprovodná zařízení
- kaple svatého Václava
- kino
- knihovna
- rehabilitační vyhřívané bazény

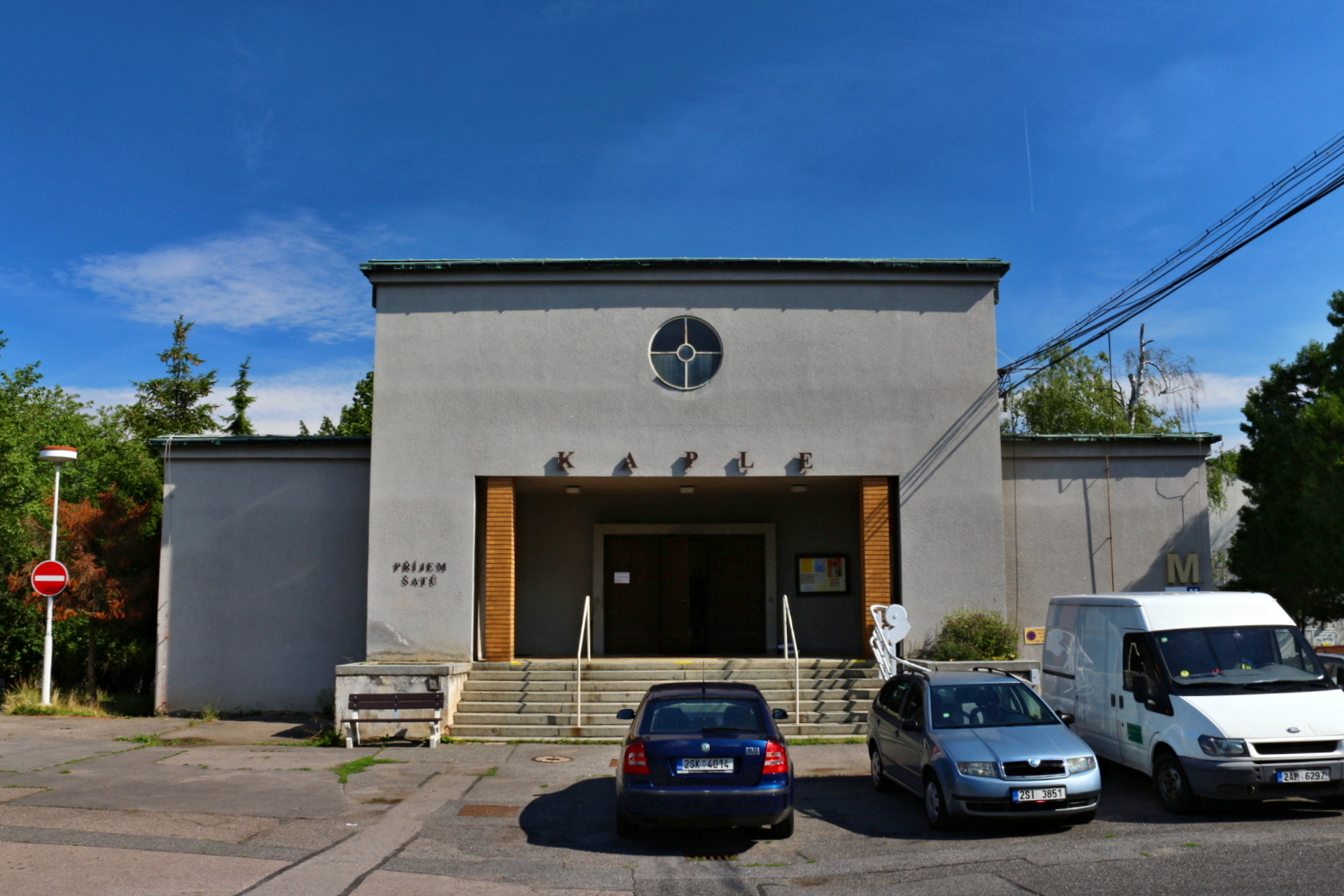
Kaple sv. Václava v areálu Thomayerovy nemocnice

- tenisové kurty a další sportoviště
- pekárna
- řeznictví
- skleníky
- sady (mimo jiné také morušové stromy)
- stálá policejní služebna s pěti policisty
- doprava v areálu elektrovozíky značky Křižík

### Etapy výstavby
1. etapa v letech 1926 až 1928
2. etapa v roce 1939, pavilon "K"
3. etapa v roce 1940, pavilon "P" (platící klientela)

## Válečný lazaret (druhá světová válka)
V dubnu 1941 byla zahájena postupná přeměna areálu na německý válečný lazaret. Kromě německých vojáků s omrzlinami z Bitvy u Stalingradu zde bylo internováno, mimo jiné, také několik dětí z Lidic. Původní obyvatelé domovů byli postupně přesouváni do jiných zařízení.

## Nemocnice (po druhé světové válce)
Krátce po druhé světové válce zařízení dále sloužilo jako vojenský lazaret i pro raněné vojáky Rudé armády, dále pro nemocné a zubožené lidi, kteří se vrátili ve špatném zdravotním stavu z nacistických koncentračních táborů a z nucených prací v rámci totálního nasazení. Nicméně brzy po válce bylo rozhodnuto, že celé zařízení bude postupně přeměněno ve velkou nemocnici a název Masarykovy domovy se stal z politických důvodů nepřijatelný. Oficiálně byla nemocnice 26. května 1954 pojmenována na počest významného českého lékaře profesora MUDr. Josefa Thomayera, po němž nese jméno dodnes.

## Současnost
V současné době patří Thomayerova nemocnice mezi největší zdravotnická zařízení v Česku. Součásti nemocnice je i samostatná porodnice s kojeneckým ústavem, léčebna dlouhodobě nemocných, dětský domov. V areálu Thomayerovy nemocnice se nachází i organizačně a ekonomicky zcela samostatné zdravotnické zařízení, jímž je Institut klinické a experimentální medicíny (zkráceně IKEM). K nemocnici patří také Dětské centrum v Sulické ulici (bývalé Šimsovo sanatorium).
V blízkosti Thomayerovy nemocnice je plánována jedna ze stanic chystané linky D pražského metra.

## Zajímavosti

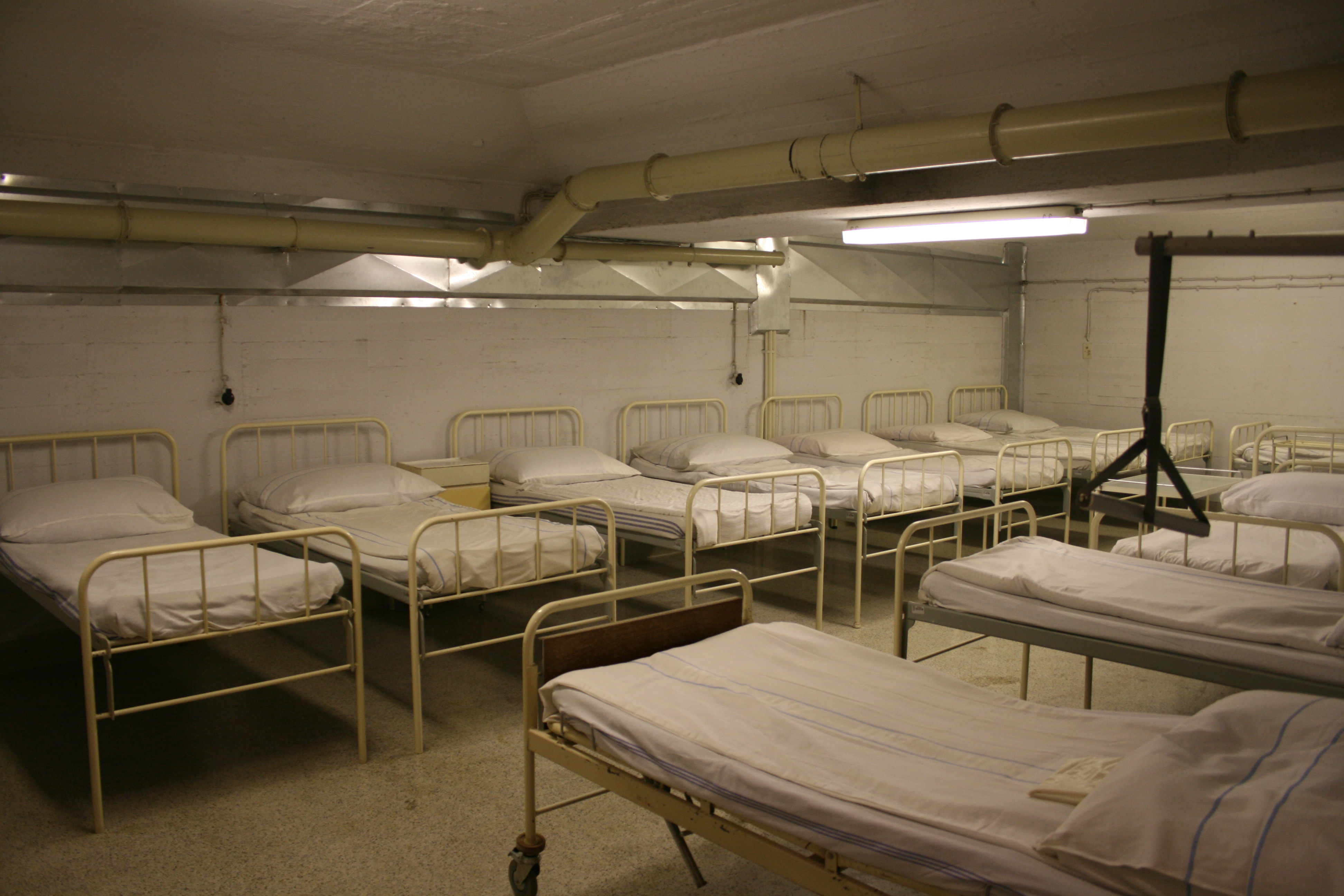
Lůžková část podzemní nemocnice sloužící jako protijaderný kryt

Zvláštností je zde třípatrové podzemní chráněné zdravotnické pracoviště pro 70 pacientů v železobetonovém krytu, vybudovaném v letech 1952 až 1961. Tato podzemní nemocnice, která do roku 1990 patřila mezi přísně utajované objekty, má tři samostatné zdroje pitné vody, podzemní vodojem a je vybavena agregátem pro výrobu elektrické energie.
V sadech, založených ve 20. letech 20. století, zaujímalo důležité místo 10 000 morušovníků. Pěstovaly se zde nejen jako lapače škodlivých zplodin ve vzduchu, ale i jako potrava pro bource morušového, který se též choval v areálu nemocnice. Pro potřeby nemocnice, avšak mimo její hlavní areál, byli v oné době chováni koně, vepři a hovězí skot. I na počátku 21. století bylo možno v areálu nemocnice potkat volně pobíhající muflony.

## Šimsovo sanatorium

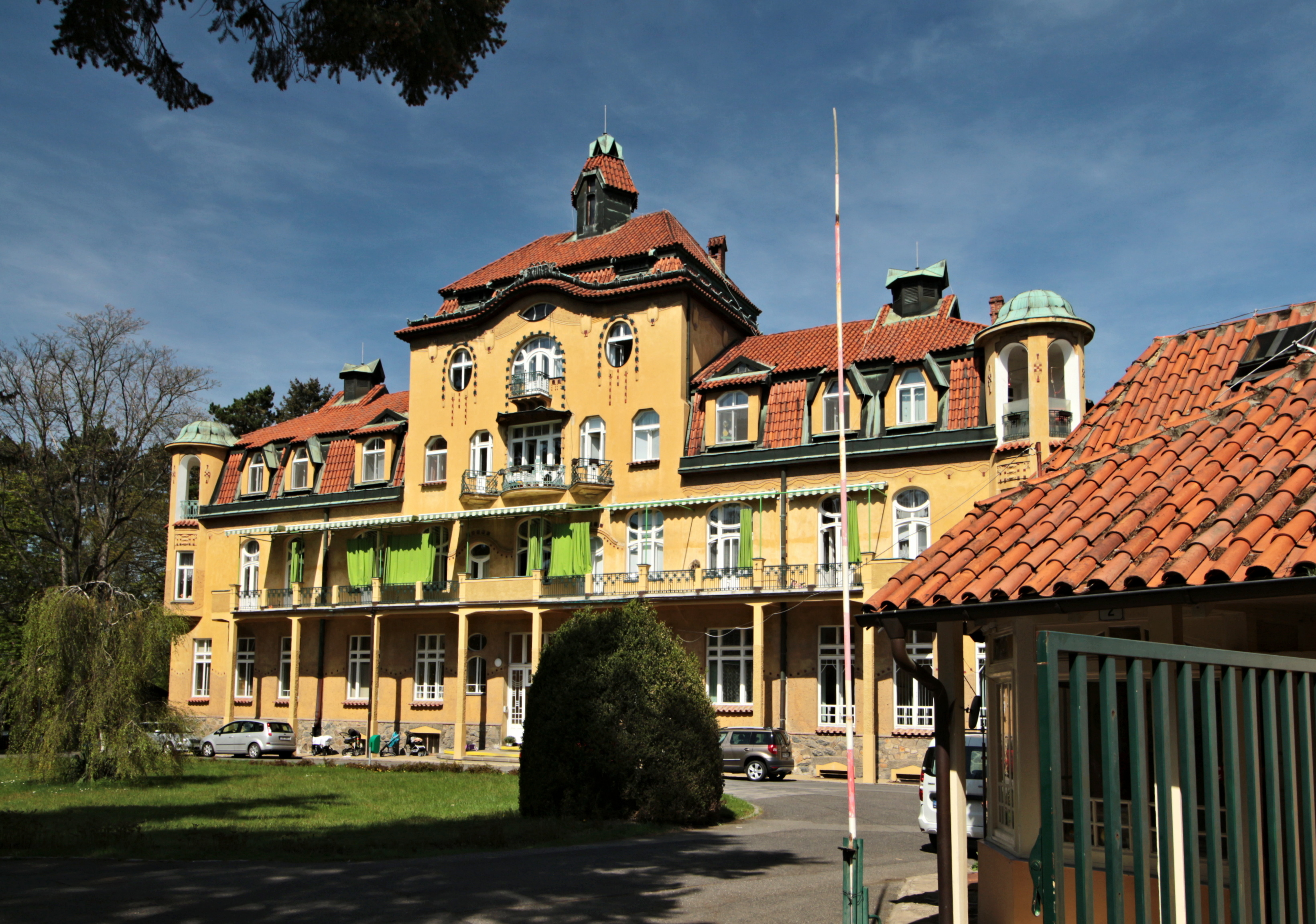
Šimsovo sanatorium

Dětské centrum Thomayerovy nemocnice sídlí v Šimsově sanatoriu Praze 4 – Krči v ulici Sulická. Historická secesní budova pochází z roku 1909 a navrhl ji architekt Bohuslav Černý. V roce 1920 zde začal působit kojenecký ústav a tomuto účelu slouží budova stále.

## Sanatorium Prosečnice
K plicnímu oddělení Thomayerovy nemocnice patřilo do roku 2012 i sanatorium v Prosečnici v Posázaví.